# 이유경 (아나운서)
이유경(1990년 1월 4일~)은 대한민국의 아나운서로, 2013년 제83회 전국춘향선발대회 정 출신이다.

## 학력
- 이화여자대학교 교육학과 학사[2]

## 경력
- 2014년 ~ 2015년 JTV전주방송 아나운서
- 2015년 JTBC3 폭스&스포츠 아나운서

## 수상
- 2013년 제83회 전국춘향선발대회 정